# Seugne
Die Seugne ist ein Fluss in Frankreich, der im Département Charente-Maritime in der Region Nouvelle-Aquitaine verläuft. Sie entspringt an der Gemeindegrenze von Montlieu-la-Garde und Chepniers und entwässert generell in nordwestlicher Richtung. Beim Ort Colombiers teilt sich der Fluss. Der westlich verlaufende Hauptarm mündet nach rund 83 Kilometern im Gemeindegebiet von Les Gonds, am Stadtrand von Saintes, als linker Nebenfluss in die Charente. Der östlich verlaufende Arm mündet an der Gemeindegrenze von Courcoury und Saint-Sever-de-Saintonge ebenfalls in die Charente.

## Orte am Fluss
- Polignac
- Chatenet
- Champagnac
- Jonzac
- Saint-Georges-Antignac
- Mosnac
- Fléac-sur-Seugne
- Pons
- Colombiers